# Walter B. Jones
Walter Beaman Jones, Jr., född 10 februari 1943 i Farmville, North Carolina, död den 10 februari 2019 i Greenville, North Carolina,  var en amerikansk republikansk politiker. Han representerade delstaten North Carolinas tredje distrikt i USA:s representanthus från 1995.
Jones studerade vid Hargrave Military Academy och Atlantic Christian College (numera Barton College). Han tjänstgjorde i North Carolinas nationalgarde 1967-1971.
Jones besegrade sittande kongressledamoten Martin Lancaster i kongressvalet 1994. Han efterträdde sedan Lancaster i representanthuset i januari 1995.
Jones var först en stark anhängare av Irakkriget och tillsammans med Bob Ney pläderade för att pommes frites borde kallas freedom fries. Jones ändrade sedan år 2005 sin ståndpunkt gällande kriget och även ångrade att han hade bidragit till att representanthusets café kallade pommes frites freedom fries. Menyn ändrades år 2006 så att pommes frites heter french fries som vanligt i USA.